# Tillandsia araujei
Espèce
Classification phylogénétique
Tillandsia araujei est une espèce de plantes à fleurs de la famille des Bromeliaceae. C'est une plante saxicole originaire des régions côtières du Brésil et du Paraguay.

## Protologue et type nomenclatural
- Tillandsia araujei Mez in Mart., Fl. Bras. 3(3): 600, tab. 112, fig. II (1894)

Diagnose originale
- « TILLANDSIA ARAUJEI Mez n. sp. foliis caulem elongatum perdense obtegentibus omnibus arcuatis secundis, subulatis, utrinque adpresse lepidotis; inflorescentia scapo conspicuo saepius gracili stipitata, pauciflora, simplicissima quaquaverse spicata, folia longe superante; bracteis magnis, ovatis acutisque, glabris, sepala longe superantibus; sepalis antico ad 2 mm. eum reliquis, posticis usque ad 1,5 mm. ab apice inter sese connatis, glabris; petalis lamina obovata, patenti-recurva praeditis; staminibus quam petala subduplo brevioribus, antheris apice acutis; style antheras paullo superante. »

Type
- Mart., Fl. Bras. 3(3): tab. 112, fig. II (1894)
- leg. A. Glaziou, n° 16457, 1887, pro « Tillandsia subulata Vell. » ; « Rio de Janeiro et Minas » ; Lectotypus B (B 10 0244722) ex syntypis.
- leg. Glaziou, n° 15463 ; « Rio de Janeiro » ; Syntypus B (B 10 0247101)
- leg. Glaziou, n° 15464 ; « Rio de Janeiro » ; Syntypus B (B 10 0247099)
- leg. Glaziou, n° 8019 ; « Rio de Janeiro » ; Syntypus B (B 10 0247100))

## Description
Tillandsia araujei est une plante vivace herbacée rameuse, saxicole,, rupicole et épiphyte,. Les tiges sont couvertes de nombreuses feuilles aux entrenoeuds courts. L'inflorescence terminale a des bractées roses et des fleurs blanches.

## Distribution et habitat

### Distribution
L'espèce se rencontre en Amérique du Sud, notamment au Brésil dans l'État de Rio de Janeiro et les zones côtières du centre-est, ainsi qu'au Paraguay.

### Habitat
L'espèce se rencontre sur les rochers et dans les falaises maritimes, à une altitude proche de celle du niveau de la mer jusqu'à 900 m.

## Comportement en culture
Tillandsia raujei est de culture facile,,.

## Taxons infra-spécifiques

### Tillandsia araujeivar.araujei
(autonyme)

### Tillandsia araujeivar.minimaE.Pereira & I.A.Penna
- Tillandsia araujei var. minima E.Pereira & I.A.Penna, in Bradea 3(12): 90 (1980) qui se rencontre dans l'Rio de Janeiro au Brésil (Type: leg. I.A.Penna s.n., 1980-02-03 ; Holotypus HB). Diffère du type par sa plus petite taille et ses bractées de coloris plus vif[2].